# Javier Moyano Lujano
Javier 'Javi' Moyano Lujano (Jaén, Andalusia, 23 de febrer de 1986) és un futbolista professional andalús que juga com a lateral dret al Real Jaén.

## Carrera futbolística
Moyano es va formar amb el Real Jaén, i va debutar com a sènior la temporada 2004–05 a la segona divisió B. Després d'una curta cessió a la UD Lanzarote, va retornar per jugar una mitjana de 32 partits de lliga, sempre a Segona B.
Moyano va fitxar per la UD Almería el juliol de 2010, i fou assignat a la UD Almería B també de Segona B. En els dos anys següents va representar la UD Melilla a la mateixa categoria i el CD Tenerife i va ajudar aquest darrer club a assolir la promoció el 2013 tot jugant 39 partits i marcant un gol.
El 18 d'agost de 2013, Moyano va jugar el seu primer partit a la segona divisió, com a titular en una derrota per 0–1 a fora contra l'AD Alcorcón. Exactament dos anys després va signar contracte per dos anys amb el Reial Valladolid de la mateixa categoria, i va contribuir amb 29 partits i un gol– en els play-offs d'ascens que van permetre retornar a La Liga després d'una absència de quatre anys.
La primera aparició de Moyano a la primera divisió es va produir el 17 d'agost de 2018, a 32 anys, quan va jugar el partit sencer en un empat 0–0 a fora contra el Girona FC. El 5 d'octubre de 2020, va acabar el seu contracte amb el club, després de 156 partits oficials.
El 22 de gener de 2021 Moyano com a agent lliure va signar contracte de curta durada amb el CE Castelló.